# Natalia García Suárez
Pour les articles homonymes, voir García et Suárez.
Natalia García Suárez est une karatéka espagnole né le 6 janvier 1980 à Santander. Elle a remporté la médaille d'or du kumite moins de 50 kilos aux championnats d'Europe de karaté 2009 à Zagreb.